# On Kawara
On Kawara (jap. 河原温 Kawara On; ur. w grudniu 1932 w Japonii, zm. 10 lipca 2014 w Nowym Jorku)  – intermedialny japoński artysta, tworzący w Nowym Jorku. Przedstawiciel konceptualizmu i mail artu.
Od 1966 tworzył serie obrazów minimalistycznych „Today” (ang. „dzisiaj”), na których pojawiały się jedynie aktualne daty, od tego czasu powstało około 2 tys. obrazów. Jedną z najbardziej znanych jego prac i ikon mail artu jest seria rozsyłanych do instytucji sztuki telegramów z tekstem „I AM STILL ALIVE” (ang. „nadal żyję”).